# روتسهایم
شهر روتسهایم (به آلمانی: Rutesheim) در ایالت بادن-وورتمبرگ در کشور آلمان واقع شده‌است.